# Símbolo de lavado
Un símbolo de lavado, también llamado símbolo de cuidado, es un pictograma que representa un método de lavado, por ejemplo, secado, limpieza en seco y planchado de ropa. Tales símbolos se escriben en las etiquetas, conocidos como etiquetas de cuidado, que se adjunta a la ropa para indicar cómo un artículo en particular se debe limpiar. Hay diferentes normas para las etiquetas de cuidado para los diferentes países/regiones del mundo. En algunas normas, los pictogramas coexisten con o se complementan con instrucciones escritas.
El tratamiento indicado por los símbolos es el "tratamiento máximo permitido" y no se requiere ni se recomienda. GINETEX establece que las formas más leves de tratamiento y las temperaturas más bajas que las indicadas en la etiqueta, son siempre permitidas. Por ejemplo, si un símbolo indica lavado en agua caliente y secado en una secadora, el lavado con agua fría y secado en un tendedero son también aceptables.
El sistema canadiense era más colorido, con tres colores: verde para "seguir adelante", amarillo para "tenga cuidado", y rojo para "deténgase". Este sistema ha sido abandonado con la decisión de pasar a un esquema común de América del Norte.
GINETEX, con sede en Francia, es la asociación europea para el etiquetado de cuidado textil, formada en 1963 después de que las conferencias académicas a finales de la década de 1950 se formaron para definir una norma de etiquetado.
Aunque existe un estándar internacional que ha sido acordado por la ISO y dentro de Europa por la UE, las leyes de derechos de autor hacen que sea difícil publicarlos ampliamente. Sin embargo, ha habido intentos de resumir los principales estándares nacionales e internacionales.

## Aspectos generales
La etiqueta de cuidado describe el tratamiento permisible de la prenda sin dañar el textil. Si este tratamiento es necesario o suficiente, no se menciona. Un tratamiento más suave que la indicada siempre es aceptable. Los símbolos están protegidos y su uso se requiere para cumplir con las condiciones de la licencia. El etiquetado incorrecto está prohibido. Una barra de debajo de cada símbolo requiere un tratamiento más suave de lo habitual y una barra doble para un tratamiento muy delicado.

## Lavado
Una tina de lavar estilizada es mostrada, y el número en la tina significa la temperatura de lavado máxima (en grados Celsius). Una barra por debajo de la tina significa un tratamiento más suave en la máquina. Una barra doble implica un tratamiento más suave lavado a mano. Una mano en la tina significa que sólo (suave) lavado a mano (no superior a 40 °C) está permitido. Una cruz a través de la tina significa que el tejido no puede ser lavado en condiciones normales de la casa.
En la norma europea, el nivel de agitación de lavado recomendada se indican mediante barras por debajo de la cuba de lavado símbolo. La falta de barras indica una agitación máxima (lavado de algodón), una sola barra indica agitación media (materiales sintéticos) y una doble barra indica agitación muy mínima (seda/lana). Los símbolos de barra también indican el nivel de rotación recomendada con más barras que indica una menor velocidad de rotación preferible.

Símbolo de lavado
Lavar a 30 °C o menos (EE. UU., 1 punto, ●)
Lavar a 40 °C o menos (EE. UU., 2 puntos, ●●)
Lavar a 50 °C o menos (EE. UU., 3 puntos, ●●●)
Lavar a 60 °C o menos (EE. UU., 4 puntos, ●●●●)
Lavar a 70 °C
Lavar a 95 °C
Lavar a mano
No lavar

## Blanqueador
Un triángulo vacío (antes escrito con Cl) permite el blanqueo con cloro u oxígeno. Dos líneas oblicuas en el triángulo permiten el oxígeno solo como agente de blanqueo. Un triángulo cruzado prohíbe cualquier decoloración.

Blanqueamiento permitido (cloro y oxígeno)
Blanqueamiento permitido con oxígeno
Blanqueamiento permitido con cloro (en desuso)
No blanquear
No blanquear

## Secado
Un círculo en un cuadrado simboliza la secadora. Un punto requiere secado a temperatura reducida y dos puntos en temperatura normal. El símbolo cruzado significa que la ropa no tolera el secado a máquina. En los EE. UU. y Japón, hay otros iconos para el secado al aire libre.

### Secado ensecadora

Símbolo de máquina secadora
Máquina secadora (baja temperatura)
Máquina secadora (temperatura normal)
No usar máquina secadora

### Secado al aire libre

Símbolo de secado
Secar en línea
Secado horizontalmente
Dejar escurrir
Secar a la sombra
Secar en línea a la sombra
Secar horizontalmente a la sombra
Dejar escurrir a la sombra

## Planchado
La plancha con hasta tres puntos permite planchar. La cantidad de puntos expresa hasta qué temperatura: Un punto significa 110 °C, dos puntos significa 150 °C y tres puntos significa 200 °C. Una plancha con una cruz prohíbe el planchado.

Símbolo de planchar
Planchar a baja temperatura
Planchar a temperatura media
Planchar a alta temperatura
No planchar

## Limpieza profesional
Un círculo identifica las posibilidades de la limpieza profesional. Una barra debajo del símbolo significa limpiar suavemente, y dos barras significa una limpieza muy suave.

#### Limpieza química
Las letras P y F en un círculo son para los diferentes disolventes utilizados en la limpieza en seco profesional.

Símbolo de limpieza profesional
Limpieza en seco, solo disolvente de hidrocarburos
Limpieza suave con disolventes de hidrocarburos
Limpieza muy suave con disolventes de hidrocarburos
Limpieza en seco, tetracloroetileno (PERC) solamente
Limpieza suave con PERC
Limpieza muy suave con PERC
No lavar en seco

#### Limpieza en húmedo
La letra W en un círculo es para limpieza en húmedo profesional.

Limpieza en húmedo profesional
Limpieza húmeda suave
Limpieza húmeda muy suave
No limpiar en húmedo

## Símbolos de lavado en Europa: UNE-EN ISO 3758:2012 V2[3][4]
En Europa existe una armonización del código para el etiquetado de conservación por medio de símbolos de los textiles que se rige por la norma UNE-EN ISO 3758:2012 V2 
Esta norma establece el orden en que han de aparecer estos símbolos en el etiquetado:
1. Lavado
2. Blanqueador
3. Secado con secadora / Secado natural
4. Planchado
5. Conservación profesional del textil / Conservación profesional en húmedo

También reduce, y mucho, el número de símbolos utilizables en Europa frente a, por ejemplo, la amplia gama de símbolos que se pueden usar en Estados Unidos o Canadá. No se pueden utilizar puntos en los símbolos de lavado a mano ni el triángulo negro o con las siglas CL en el uso de blanqueadores, por ejemplo.